# Palais des festivals et des congrès de Cannes
Le Palais des festivals et des congrès de Cannes est un bâtiment conçu pour accueillir le Festival de Cannes et des manifestations telles que le MIDEM ou le MIPCOM ou bien les NRJ Music Awards et inauguré fin 1982.

## Historique
La première édition du Festival de Cannes, en 1939, ayant été annulée, celle de 1946 est la première à s'être effectivement tenue, organisée au Casino municipal de Cannes dans l'attente de la démolition du Cercle nautique, sis 49-50 boulevard de la Croisette, sur le site où doit être érigé le Palais des Festivals dit Palais Croisette. Les éditions suivantes, de 1947 à 1982, se tiennent au Palais Croisette.

## Construction et aménagement
Le Palais des festivals et des congrès de Cannes est construit à partir de 1977, au terme d'un concours international, par les architectes Hubert Bennett (de Londres) et François Druet (de Biot) sur l'emplacement de l'ancien Casino municipal de Cannes pour remplacer le Palais Croisette trop vétuste et exigu. La construction  nécessite un remblai supplémentaire sur la mer. Son caractère massif et anguleux lui vaut le surnom de « Bunker ». Ses sous-sols débordent sous l'esplanade et les jardins qui l'entourent : le square Reynaldo Hahn, jardin paysager hérité des jardins du casino et le jardin régulier en demi-cercle sur le remblai.
Au sud du palais, l'esplanade et la rotonde Riviera sont aménagés en 1999.
Le palais dispose de plusieurs salles, utilisées lors du festival pour la sélection officielle : le grand théâtre Lumière de 2 300 places (compétition, hors-compétition, cérémonies), la salle Debussy de 1 000 places (Un certain regard), la salle Agnès Varda (jusqu'en 2022 salle du Soixantième, structure éphémère servant au rattrapage de la sélection) et les salles Buñuel et Bazin (Cannes Classics, Cinéfondation, masterclass). Le palais a aussi un lieu pour les conférences de presse et un espace pour le marché du film.

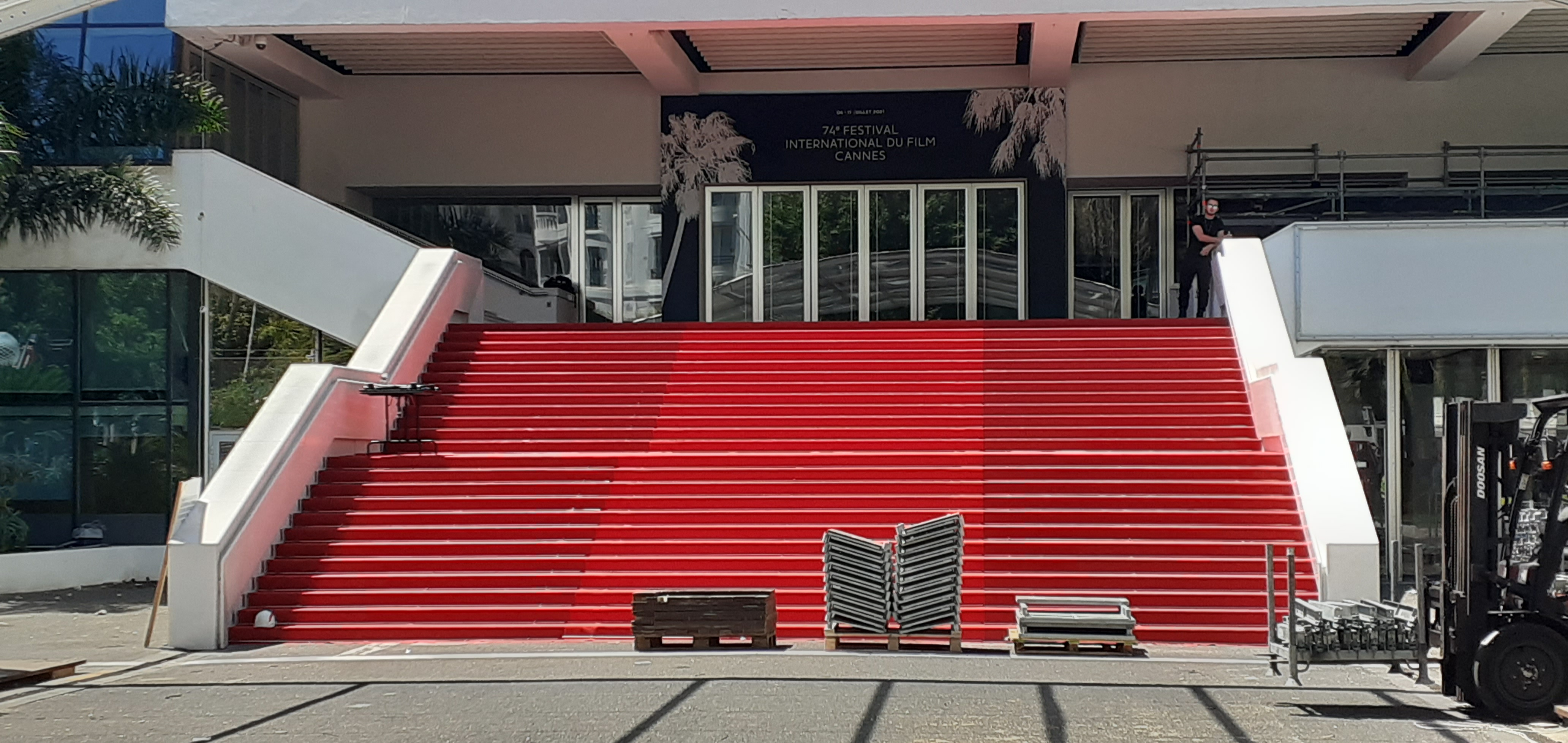
Entrée du Grand auditorium Louis Lumière et son célèbre tapis rouge

L'escalier du palais, notamment emprunté lors de la « montée des marches » sur le tapis rouge du Festival de Cannes, comprend 24 marches,.

## Activités
Le Palais des festivals accueille les éditions du Festival de Cannes depuis 1983 et des événements internationaux tout au long de l'année, parfois historiques comme le Marché du film de Cannes, le Marché international de l'édition musicale, le Marché international des programmes de télévision, ou plus récents comme les NRJ Music Awards, le Festival international des jeux (avec remise des as d’or), le Mobile World Congress, l'Interactive and Digital Entertainment Festival. 
La cérémonie des Miss France 2006 s'est déroulée au Palais des festivals, où s'est également tenu le Sommet du G20 de 2011. 
Le théâtre Debussy est l'une des salles de concert de l'Orchestre national de Cannes.
Le Cannes Urban Trail, course pédestre organisée chaque année dans et autour de Cannes (centre-ville, quartiers résidentiels, parc de la Croix-des-Gardes, etc.) s'achève par la montée des marches et la traversée du Palais des festivals par les 3 000 participants de cette épreuve populaire.

## Infrastructures
Le palais abrite un vaste parking souterrain, des salles d'exposition, de réunion et de spectacle, dont la salle à grande capacité du festival. 
Il est également le siège du Casino Barrière le Croisette, l'un des deux casinos du groupe à Cannes, le second, les Princes, se trouvant dans les locaux du JW Marriott Cannes.

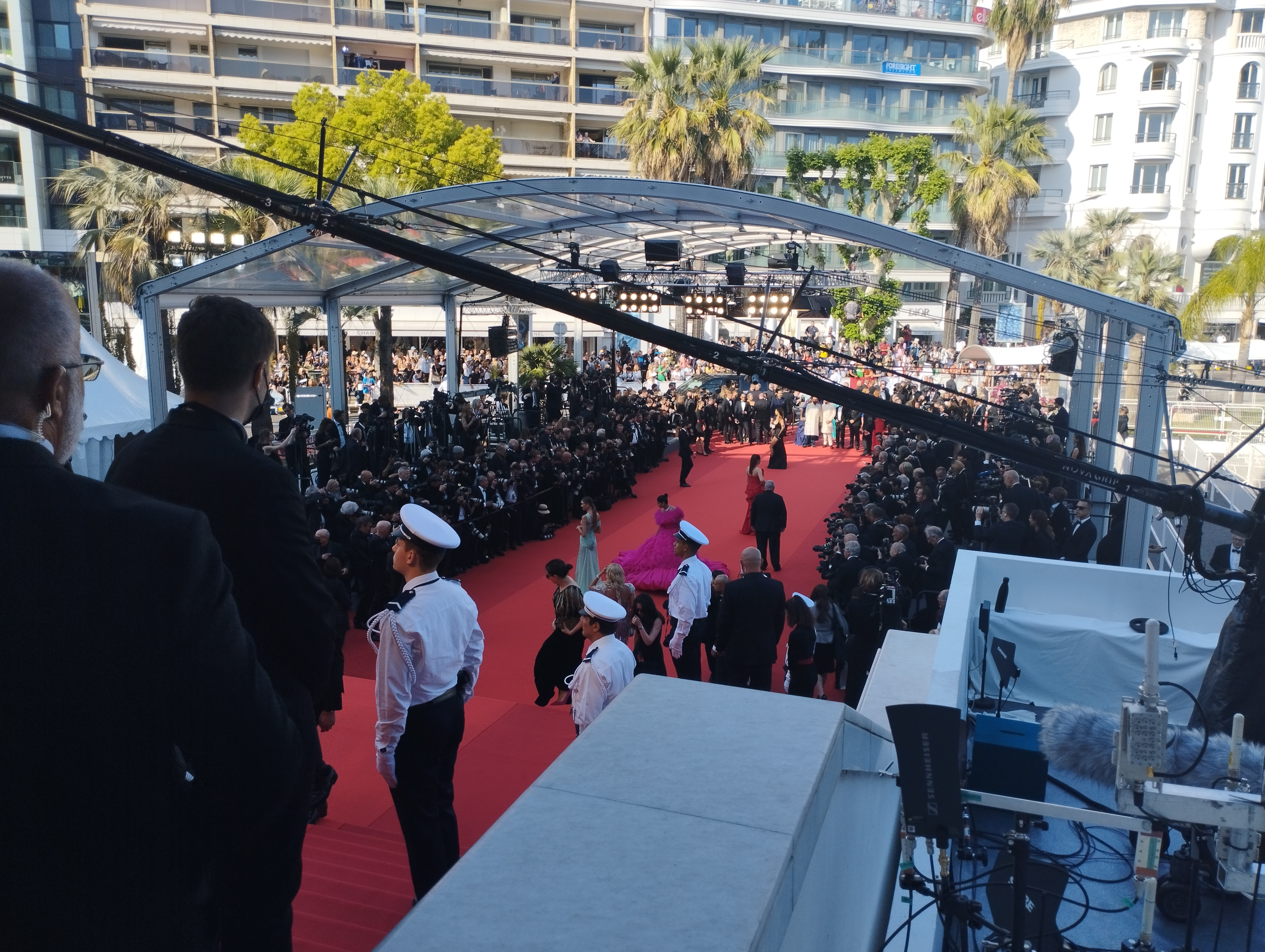
Le tapis rouge des marches (vue depuis le Palais).
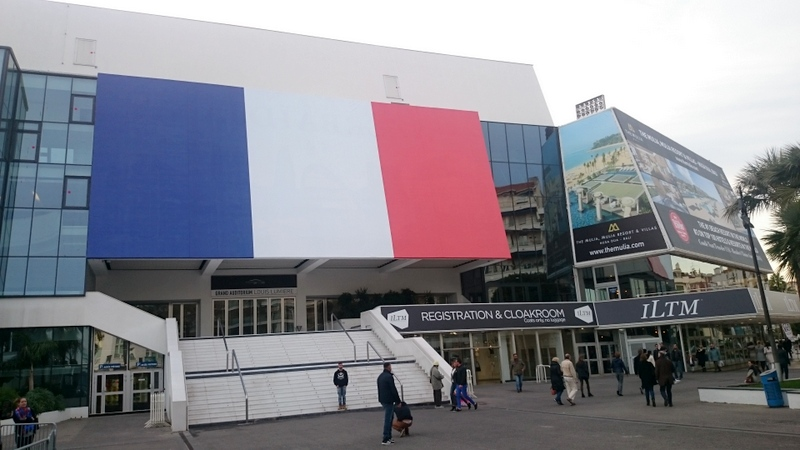
Drapeau tricolore sur la façade du Palais en hommage aux victimes des attentats du 13 novembre 2015.

## Protection du patrimoine
Le Palais des festivals et des congrès s'insère, avec le Casino municipal de Cannes qui l'a précédé à cet emplacement, tout comme le Cercle nautique et le Palais Croisette, dans l'ensemble du front de mer dit boulevard de la Croisette, inscrit à l'inventaire général du patrimoine culturel au titre du recensement du patrimoine balnéaire de Cannes.